# Mediehuset København
Mediehuset København er et dansk medieselskab, der producerer videomateriale til online-markedsføring, tv og sociale medier. Siden grundlægggelsen i 1993 har selskabet fungeret som produktionshus (production facility house) og Broadcaster (programafvikler) for adskillige kommunikations- og reklamebureauer, produktionsselskaber og tv-stationer. 

## Historie
I 2008 startede Mediehuset på udvikling af Bruger-genereret TV (BGTV) – et projekt der har til hensigt at nå frem til en metode, hvorpå tv-seerne selv producerer indholdet til en tv-sendeflade. Indholdet sendes direkte fra fx brugerens mobiltelefon og i tv-æteren. I 2010 blev produktionen af undervisningsindhold til den private og offentlig undervisningssektor intensiveret.
I 2011 var året hvor online-markedsføring blev bragt i centrum - og året hvor sening på de sociale medier overgik de traditionelle tv-kanaler. Det betød at flere segmenter, i den danske handel og erhverv, fik større udbytte af markedføring på internettet frem for tv-annoncering. Flere specielle produktionsformater blev en daglig foreteelse i Mediehuset; live streaming af events i virksomheder, undervisningssteder og offentlige virksomheder og ministerier. Green screen studieproduktioner til tv-kanaler og online-magasiner. 2012: Produktion af videoer til web med varigheden 30 sekunder til 5 minutter steg med 4-500 % ift. året før.
I årene 2013-2014 var perioden hvor Googles søgealgoritmer for alvor fik indflydelse på virksomhedernes placering i søgeresultatet; jo længere tid en bruger brugte tid på et website, des bedre rangerede siden i Google. det bevirkede at Mediehuset producerede video til en stor andel af kundernes websites. LGBT+ nyhedsplatformen Watchout.dk går i luften i 2017 som en web-tv-kanal med video-on-demand. I 2019 opstarter Mediehuset København et projekt, der har til formål omdanne dele af WatchOut.dk, med henblik på at udgive webartikler og udsende nyhedsmails om et udvalgte temaer. Målgruppen er LGBT+ miljøet og andre med interesse for miljøet. 

## Online tv som live streaming og VOD
Mediehuset København har siden 2009 udviklet og launched online-tv platforme som live streaming og VOD
ToonTV er en børnevenlig tv-kanal, der viser tegnefilm uden vold og uhygge til børn fra 2 til 8 år. Uskyldige drillerier og falden på halen komik, er de mest voldsomme scener, seeren bliver udsat for.
ToonTV er en eventyrkanal, der kombinerer underholdning med intuitiv læring for de helt små. Kanalen er online og kan ses på PC, smartphones, tablets og smart TV.
ToonTV består, teknisk betragtet, af 2 platforme: Live streaming og VOD. ToonTV kører som 3 selvstændige kanaler og er tilgængelig i Skandinavien på sprogene dansk, svensk og norsk.
Bideo.dk er et online web-tv bibliotek, som består af mere end 300 tv-udsendelser og videoproduktioner om EU og Europa. 
Bideo.dk har til formål at samle oplysende tv-programmer om Europa på en fælles public service web-platform, der skal øge debatten og oplysningen om Europa. Biblioteket er organiseret teknisk og indholdsmæssigt så brugerne og programleverandører kan bruge tv-programmerne samlet eller selektivt efter eget behov. Målgruppen for Bideo.dk er fortrinsvis uddannelsesinstitutioner, erhvervs-, interesse-, politiske organisationer – og pressen.

## Broadcasting
Mediehuset København yder broadcasting for tv-stationer i hovedstadsregionen, herunder Kanal København, Kanal Hovedstaden og dk4 lokal. Endvidere fungerer broadcast-afdelingen som gateway for kunder, for hvem der foretages simultant udsending af hhv. livestreaming og traditionel flow-tv.

## Eksterne link
- www.mediehuset-kbh.dk